# Ватрослав Мимиця
Ватрослав Мимиця (хорв. Vatroslav Mimica; 25 червня 1923, Оміш — 15 лютого 2020) — хорватський кінорежисер.

## Біографія
Здобув медичну освіту у Загребі. У 1940-х роках учасник народно-визвольної боротьби. Після закінчення Другої світової війни літературний критик, редактор молодіжного журналу. У 1952 році дебютував як режисер художнім фільмом «В бурю», потім працював у мультиплікаційному кіно. Найзначніші фільми: «Холостяк» (1958), «У фотографа» (1959), «Інспектор повернувся додому» (1959), «Маленька хроніка» (1963). З 1964 знов ставив художні ігрові кінокартини: «Прометей з острова Вішевіце» (1965), «Понеділок або вівторок» (1966), «Випадок» (1969), «Нахлібник» (1970), «Македонська частина пекла» (1972) та інші. Багато з них характеризують прагнення режисера розкрити психологію, внутрішній світ людини.
1986 року отримав Премію Владимира Назора за значні досягнення за життя у сфері кінематографу.
Ряд фільмів Мимиці нагороджені преміями на міжнародних кінофестивалях.